# Copa Libertadores da América de 2024
A Copa Libertadores da América de 2024, oficialmente CONMEBOL Libertadores 2024, foi a 65.ª edição da competição de futebol realizada anualmente pela Confederação Sul-Americana de Futebol (CONMEBOL). Participaram clubes das dez associações sul-americanas.
Pelo segundo ano seguido, o título foi conquistado por um clube inédito, dessa vez com a vitória do Botafogo sobre o Atlético Mineiro na final por 3–1, em Buenos Aires, na Argentina. Com isso, obteve o direito de disputar a Copa Intercontinental da FIFA de 2024, novo formato da competição anual de clubes criado pela Federação Internacional de Futebol (FIFA). No ano seguinte, enfrentou o campeão da Copa Sul-Americana de 2024 na Recopa Sul-Americana de 2025, assim como se classificou automaticamente para a fase de grupos da Copa Libertadores da América de 2025 e para o quadrienal Mundial de Clubes FIFA de 2025.

## Equipes classificadas
As seguintes 47 equipes das 10 federações filiadas à CONMEBOL se qualificaram para o torneio:
- Campeão da Copa Libertadores da América de 2023
- Campeão da Copa Sul-Americana de 2023
- Brasil: 7 vagas
- Argentina: 6 vagas
- Demais associações: 4 vagas cada

A fase de entrada é determinada da seguinte maneira:
- Fase de grupos: 28 equipes
  - Campeão da Copa Libertadores de 2023
  - Campeão da Copa Sul-Americana de 2023
  - Equipes qualificadas para as vagas 1 a 5 da Argentina e do Brasil
  - Equipes qualificadas para as vagas 1 e 2 de todas as outras associações.
- Segunda fase: 13 equipes
  - Equipes qualificadas para as vagas 6 e 7 do Brasil
  - Equipe que qualificou para a vaga 6 da Argentina
  - Equipes qualificadas para as vagas 3 e 4 do Chile e Colômbia
  - Equipes qualificadas para a vaga 3 de todas as outras associações.
- Primeira fase: 6 equipes
  - Equipes que se qualificaram para a vaga 4 da Bolívia, Equador, Paraguai, Peru, Uruguai e Venezuela

| Associação                                     | Equipe                  | Classificação                                                   | Fase           |
| ---------------------------------------------- | ----------------------- | --------------------------------------------------------------- | -------------- |
| Argentina · (6 vagas)                          | River Plate             | Campeão da Liga Profissional de 2023                            | Fase de grupos |
| Argentina · (6 vagas)                          | Rosário Central         | Campeão da Copa da Liga Profissional de 2023                    | Fase de grupos |
| Argentina · (6 vagas)                          | Estudiantes             | Campeão da Copa da Argentina de 2023                            | Fase de grupos |
| Argentina · (6 vagas)                          | Talleres                | Melhor colocado na tabela geral da temporada de 2023            | Fase de grupos |
| Argentina · (6 vagas)                          | San Lorenzo             | 2º melhor colocado na tabela geral da temporada de 2023         | Fase de grupos |
| Argentina · (6 vagas)                          | Godoy Cruz              | 3º melhor colocado na tabela geral da temporada de 2023         | Segunda fase   |
| Bolívia · (4 vagas)                            | The Strongest           | Campeão do Campeonato Boliviano de 2023                         | Fase de grupos |
| Bolívia · (4 vagas)                            | Bolívar                 | Melhor colocado na tabela geral da temporada de 2023            | Fase de grupos |
| Bolívia · (4 vagas)                            | Always Ready            | 2º melhor colocado na tabela geral da temporada de 2023         | Segunda fase   |
| Bolívia · (4 vagas)                            | Aurora                  | 3º melhor colocado na tabela geral da temporada de 2023         | Primeira fase  |
| Brasil · (7 vagas + atual campeão)             | Fluminense              | Campeão da Copa Libertadores da América de 2023                 | Fase de grupos |
| Brasil · (7 vagas + atual campeão)             | Palmeiras               | Campeão do Campeonato Brasileiro Série A de 2023                | Fase de grupos |
| Brasil · (7 vagas + atual campeão)             | São Paulo               | Campeão da Copa do Brasil de 2023                               | Fase de grupos |
| Brasil · (7 vagas + atual campeão)             | Grêmio                  | Vice-campeão do Campeonato Brasileiro Série A de 2023           | Fase de grupos |
| Brasil · (7 vagas + atual campeão)             | Atlético Mineiro        | 3º colocado do Campeonato Brasileiro Série A de 2023            | Fase de grupos |
| Brasil · (7 vagas + atual campeão)             | Flamengo                | 4º colocado do Campeonato Brasileiro Série A de 2023            | Fase de grupos |
| Brasil · (7 vagas + atual campeão)             | Botafogo                | 5º colocado do Campeonato Brasileiro Série A de 2023            | Segunda fase   |
| Brasil · (7 vagas + atual campeão)             | Red Bull Bragantino     | 6º colocado do Campeonato Brasileiro Série A de 2023            | Segunda fase   |
| Chile · (4 vagas)                              | Huachipato              | Campeão do Campeonato Chileno de 2023                           | Fase de grupos |
| Chile · (4 vagas)                              | Cobresal                | Vice-campeão do Campeonato Chileno de 2023                      | Fase de grupos |
| Chile · (4 vagas)                              | Colo-Colo               | 3º colocado do Campeonato Chileno de 2023                       | Segunda fase   |
| Chile · (4 vagas)                              | Palestino               | 4º colocado do Campeonato Chileno de 2023                       | Segunda fase   |
| Colômbia · (4 vagas)                           | Millonarios             | Campeão do Torneio Apertura de 2023                             | Fase de grupos |
| Colômbia · (4 vagas)                           | Junior de Barranquilla  | Campeão do Torneio Finalización de 2023                         | Fase de grupos |
| Colômbia · (4 vagas)                           | Águilas Doradas         | Melhor pontuação na temporada de 2023                           | Segunda fase   |
| Colômbia · (4 vagas)                           | Atlético Nacional       | Campeão da Copa Colômbia de 2023                                | Segunda fase   |
| Equador · (4 vagas + campeão da Sul-Americana) | LDU Quito               | Campeã da Copa Sul-Americana de 2023                            | Fase de grupos |
| Equador · (4 vagas + campeão da Sul-Americana) | Independiente del Valle | Vice-campeão do Campeonato Equatoriano de 2023                  | Fase de grupos |
| Equador · (4 vagas + campeão da Sul-Americana) | Barcelona de Guayaquil  | Melhor colocado na tabela geral da temporada de 2023            | Fase de grupos |
| Equador · (4 vagas + campeão da Sul-Americana) | El Nacional             | 2º melhor colocado na tabela geral da temporada de 2023         | Segunda fase   |
| Equador · (4 vagas + campeão da Sul-Americana) | Aucas                   | 3º melhor colocado na tabela geral da temporada de 2023         | Primeira fase  |
| Paraguai · (4 vagas)                           | Libertad                | Campeão do Torneo Apertura de 2023 e do Torneo Clausura de 2023 | Fase de grupos |
| Paraguai · (4 vagas)                           | Cerro Porteño           | 2º colocado na tabela acumulada de 2023                         | Fase de grupos |
| Paraguai · (4 vagas)                           | Sportivo Trinidense     | 3º colocado na tabela acumulada de 2023                         | Segunda fase   |
| Paraguai · (4 vagas)                           | Nacional                | 3º colocado na Copa do Paraguai de 2023                         | Primeira fase  |
| Peru · (4 vagas)                               | Universitario           | Campeão do Liga 1 Peruana de 2023                               | Fase de grupos |
| Peru · (4 vagas)                               | Alianza Lima            | Vice-campeão do Campeonato Peruano de 2023                      | Fase de grupos |
| Peru · (4 vagas)                               | Sporting Cristal        | 3º colocado no Campeonato Peruano de 2023                       | Segunda fase   |
| Peru · (4 vagas)                               | Melgar                  | 4º colocado no Campeonato Peruano de 2023                       | Primeira fase  |
| Uruguai · (4 vagas)                            | Liverpool               | Campeão do Campeonato Uruguaio de 2023                          | Fase de grupos |
| Uruguai · (4 vagas)                            | Peñarol                 | Vice-campeão do Campeonato Uruguaio de 2023                     | Fase de grupos |
| Uruguai · (4 vagas)                            | Nacional                | Melhor colocado na tabela geral da temporada de 2023            | Segunda fase   |
| Uruguai · (4 vagas)                            | Defensor Sporting       | 2ª melhor colocado na tabela geral da temporada de 2023         | Primeira fase  |
| Venezuela · (4 vagas)                          | Deportivo Táchira       | Campeão do Campeonato Venezuelano de 2023                       | Fase de grupos |
| Venezuela · (4 vagas)                          | Caracas                 | Vice-campeão do Campeonato Venezuelano de 2023                  | Fase de grupos |
| Venezuela · (4 vagas)                          | Portuguesa              | 3º colocado do Campeonato Venezuelano de 2023                   | Segunda fase   |
| Venezuela · (4 vagas)                          | Academia Puerto Cabello | 4º colocado do Campeonato Venezuelano de 2023                   | Primeira fase  |

## Calendário
| Fase             | Data do sorteio | Ida                                                    | Volta                                                  |
| ---------------- | --------------- | ------------------------------------------------------ | ------------------------------------------------------ |
| Primeira fase    | 19 de dezembro  | 6–8 de fevereiro                                       | 13–15 de fevereiro                                     |
| Segunda fase     | 19 de dezembro  | 20–22 de fevereiro                                     | 27–29 de fevereiro                                     |
| Terceira fase    | 19 de dezembro  | 5–7 de março                                           | 12–14 de março                                         |
| Fase de grupos   | 18 de março     | 2–4 de abril                                           | 2–4 de abril                                           |
| Fase de grupos   | 18 de março     | 9–11 de abril                                          |                                                        |
| Fase de grupos   | 18 de março     | 23–25 de abril                                         |                                                        |
| Fase de grupos   | 18 de março     | 7–9 de maio                                            |                                                        |
| Fase de grupos   | 18 de março     | 14–16 de maio                                          |                                                        |
| Fase de grupos   | 18 de março     | 28–30 de maio                                          |                                                        |
| Oitavas de final | 3 de junho      | 13–15 de agosto                                        | 20–22 de agosto                                        |
| Quartas de final | 3 de junho      | 17–19 de setembro                                      | 24–26 de setembro                                      |
| Semifinais       | 3 de junho      | 22–24 de outubro                                       | 29–30 de outubro                                       |
| Final            | 3 de junho      | 30 de novembro Estádio Mâs Monumental, em Buenos Aires | 30 de novembro Estádio Mâs Monumental, em Buenos Aires |

## Bola
Depois de 20 anos, a Nike deixou de fabricar a bola oficial e dá lugar à Puma. Em contrato de dois anos com a CONMEBOL, a empresa alemã produz a bola da Copa Libertadores, além da Copa Sul-Americana de 2024.

## Transmissão
Em contrato firmado com a CONMEBOL para o Brasil, a TV Globo transmitiu para a competição em sinal aberto. As exibições seguiram com ESPN na TV fechada e com Disney+ e Paramount+ no streaming. A OneFootball também teve direito de transmitir os melhores momentos das partidas apenas, após o apito final.

## Sorteio
O sorteio das fases de qualificação foi realizado, em 19 de dezembro de 2023, às 12h (UTC−3), no Centro de Convenções da CONMEBOL em Luque, Paraguai.
As equipes foram distribuídas pela classificação dos clubes da CONMEBOL em 18 de dezembro de 2023.
|               | Pote 1 | Pote 1 | Pote 2 | Pote 2 |
| ------------- | --- | --- | --- | --- |
| Primeira fase | - Melgar (44) - Defensor Sporting (66) - Nacional (84) | - Melgar (44) - Defensor Sporting (66) - Nacional (84) | - Aucas (88) - Academia Puerto Cabello (162) - Aurora (243) | - Aucas (88) - Academia Puerto Cabello (162) - Aurora (243) |
|               | Pote 1 | Pote 1 | Pote 2 | Pote 2 |
| Segunda fase  | - Nacional (5) - Atlético Nacional (21) - Colo-Colo (26) - Sporting Cristal (34) - Red Bull Bragantino (41) - Botafogo (49) - Palestino (62) - El Nacional (68) | - Nacional (5) - Atlético Nacional (21) - Colo-Colo (26) - Sporting Cristal (34) - Red Bull Bragantino (41) - Botafogo (49) - Palestino (62) - El Nacional (68) | - Godoy Cruz (72) - Always Ready (74) - Portuguesa (119) - Águilas Doradas (187) - Sportivo Trinidense (—) - Vencedor primeira fase 1 - Vencedor primeira fase 2 - Vencedor primeira fase 3 | - Godoy Cruz (72) - Always Ready (74) - Portuguesa (119) - Águilas Doradas (187) - Sportivo Trinidense (—) - Vencedor primeira fase 1 - Vencedor primeira fase 2 - Vencedor primeira fase 3 |

Para a fase de grupos, um novo sorteio foi realizado em 18 de março de 2024, também na sede da CONMEBOL, em Luque, onde as 32 equipes foram divididas em quatro potes de acordo com as respectivas colocações no ranking de clubes da CONMEBOL em 18 de dezembro de 2023 e dos quatro classificados das fases preliminares (indicados como G1 a G4).
| Fase de grupos | Pote 1 | Pote 2 |
| -------------- | --- | --- |
| Fase de grupos | - Fluminense (12) (CL) - Palmeiras (1) - River Plate (2) - Flamengo (4) - Grêmio (7) - Peñarol (8) - São Paulo (9) - LDU Quito (13) (CS)                            | - Atlético Mineiro (14) - Independiente del Valle (16) - Libertad (17) - Cerro Porteño (19) - Estudiantes (23) - Barcelona de Guayaquil (24) - Bolívar (27) - Junior de Barranquilla (31) |
| Fase de grupos | Pote 3 | Pote 4 |
| Fase de grupos | - San Lorenzo (32) - The Strongest (38) - Universitario (42) - Deportivo Táchira (47) - Rosário Central (50) - Alianza Lima (52) - Millonarios (54) - Talleres (58) | - Caracas (59) - Liverpool (103) - Huachipato (105) - Cobresal (154) - Botafogo (G1) - Palestino (G2) - Nacional (G3) - Colo-Colo (G4)                                                    |

## Fases preliminares
As etapas de qualificação estão estruturadas da seguinte forma:
- Primeira fase (6 equipes): Os três vencedores da primeira fase avançam para a segunda fase para se juntarem às 13 equipes que recebem folga para a segunda fase.
- Segunda fase (16 equipes): Os oito vencedores da segunda fase avançam para a terceira fase.
- Terceira fase (8 equipes): Os quatro vencedores da terceira fase avançam para a fase de grupos para se juntarem aos 28 participantes diretos. As quatro equipes eliminadas na terceira fase entram na fase de grupos da Copa Sul-Americana.

A chave foi decidida com base no sorteio da primeira fase e do sorteio da segunda fase, realizado em 19 de dezembro de 2023.

### Primeira fase
Em negrito, as equipes que avançaram.
| Chave | Equipe 1                | Total       | Equipe 2          | Ida | Volta |
| ----- | ----------------------- | ----------- | ----------------- | --- | ----- |
| E1    | Academia Puerto Cabello | 3–3 (4−2 p) | Defensor Sporting | 3–2 | 0−1   |
| E2    | Aurora                  | 2–1         | Melgar            | 1–0 | 1–1   |
| E3    | Aucas                   | 1–3         | Nacional          | 1–0 | 0–3   |

### Segunda fase
Em negrito, as equipes que avançaram.
| Chave | Equipe 1                | Total       | Equipe 2            | Ida | Volta |
| ----- | ----------------------- | ----------- | ------------------- | --- | ----- |
| C1    | Águilas Doradas         | 0–0 (3–4 p) | Red Bull Bragantino | 0–0 | 0–0   |
| C2    | Nacional                | 4–0         | Atlético Nacional   | 1–0 | 3–0   |
| C3    | Always Ready            | 7–4         | Sporting Cristal    | 6–1 | 1–3   |
| C4    | Godoy Cruz              | 0–1         | Colo-Colo           | 0–1 | 0–0   |
| C5    | Sportivo Trinidense     | 2–1         | El Nacional         | 1–1 | 1–0   |
| C6    | Academia Puerto Cabello | 0–4         | Nacional            | 0–2 | 0–2   |
| C7    | Portuguesa              | 2–4         | Palestino           | 1–2 | 1–2   |
| C8    | Aurora                  | 1–7         | Botafogo            | 1–1 | 0–6   |

### Terceira fase
Em negrito, as equipes que avançaram.
| Chave | Equipe 1            | Total       | Equipe 2            | Ida | Volta |
| ----- | ------------------- | ----------- | ------------------- | --- | ----- |
| G1    | Botafogo            | 3–2         | Red Bull Bragantino | 2–1 | 1–1   |
| G2    | Nacional            | 3–3 (1–3 p) | Palestino           | 0–2 | 3–1   |
| G3    | Always Ready        | 2–2 (4–5 p) | Nacional            | 1–0 | 1–2   |
| G4    | Sportivo Trinidense | 2–3         | Colo-Colo           | 1–1 | 1–2   |

## Fase de grupos
Os vencedores e os segundos classificados de cada grupo avançaram para as oitavas de final, enquanto os terceiros colocados foram transferidos para os play-offs da Copa Sul-Americana de 2024.
Nessa fase, cada grupo é disputado em turno e returno, todos contra todos. As equipes são classificadas de acordo com os seguintes critérios:
1. Pontos (três pontos por vitória, um ponto por empate e nenhum ponto por derrota)
2. Saldo de gols;
3. Gols marcados;
4. Gols marcados fora de casa;
5. Ranking CONMEBOL.

#### Grupo A
| Pos | Equipe        | Pts | J | V | E | D | GP | GC | SG | Classificado            |  | FLU | COL | CPO | ALI |
| --- | ------------- | --- | - | - | - | - | -- | -- | -- | ----------------------- |  | --- | --- | --- | --- |
| 1   | Fluminense    | 14  | 6 | 4 | 2 | 0 | 9  | 5  | +4 | Fase final              |  | —   | 2–1 | 2–1 | 3–2 |
| 2   | Colo-Colo     | 6   | 6 | 1 | 3 | 2 | 4  | 5  | −1 | Fase final              |  | 0–1 | —   | 1–0 | 0–0 |
| 3   | Cerro Porteño | 6   | 6 | 1 | 3 | 2 | 4  | 5  | −1 | Play-offs Sul-Americana |  | 0–0 | 1–1 | —   | 1–0 |
| 4   | Alianza Lima  | 4   | 6 | 0 | 4 | 2 | 5  | 7  | −2 |                         |  | 1–1 | 1–1 | 1–1 | —   |

1. 1 2  Gols marcados como visitante: Colo-Colo 3, Cerro Porteño 2.

#### Grupo B
| Pos | Equipe                 | Pts | J | V | E | D | GP | GC | SG | Classificado            |  | SPA | TAL | BAR | CBS |
| --- | ---------------------- | --- | - | - | - | - | -- | -- | -- | ----------------------- |  | --- | --- | --- | --- |
| 1   | São Paulo              | 13  | 6 | 4 | 1 | 1 | 10 | 3  | +7 | Fase final              |  | —   | 2–0 | 0–0 | 2–0 |
| 2   | Talleres               | 13  | 6 | 4 | 1 | 1 | 10 | 6  | +4 | Fase final              |  | 2–1 | —   | 3–1 | 1–0 |
| 3   | Barcelona de Guayaquil | 6   | 6 | 1 | 3 | 2 | 6  | 9  | −3 | Play-offs Sul-Americana |  | 0–2 | 2–2 | —   | 2–1 |
| 4   | Cobresal               | 1   | 6 | 0 | 1 | 5 | 3  | 11 | −8 |                         |  | 1–3 | 0–2 | 1–1 | —   |

#### Grupo C
| Pos | Equipe        | Pts | J | V | E | D | GP | GC | SG | Classificado            |  | STR | GRE | HUA | EST |
| --- | ------------- | --- | - | - | - | - | -- | -- | -- | ----------------------- |  | --- | --- | --- | --- |
| 1   | The Strongest | 10  | 6 | 3 | 1 | 2 | 8  | 6  | +2 | Fase final              |  | —   | 2–0 | 4–0 | 1–0 |
| 2   | Grêmio        | 10  | 6 | 3 | 1 | 2 | 7  | 5  | +2 | Fase final              |  | 4–0 | —   | 0–2 | 1–1 |
| 3   | Huachipato    | 8   | 6 | 2 | 2 | 2 | 7  | 9  | −2 | Play-offs Sul-Americana |  | 0–0 | 0–1 | —   | 1–1 |
| 4   | Estudiantes   | 5   | 6 | 1 | 2 | 3 | 7  | 9  | −2 |                         |  | 2–1 | 0–1 | 3–4 | —   |

#### Grupo D
| Pos | Equipe                 | Pts | J | V | E | D | GP | GC | SG | Classificado            |  | JUN | BOT | LDU | UNI |
| --- | ---------------------- | --- | - | - | - | - | -- | -- | -- | ----------------------- |  | --- | --- | --- | --- |
| 1   | Junior de Barranquilla | 10  | 6 | 2 | 4 | 0 | 7  | 4  | +3 | Fase final              |  | —   | 0–0 | 1–1 | 1–1 |
| 2   | Botafogo               | 10  | 6 | 3 | 1 | 2 | 7  | 6  | +1 | Fase final              |  | 1–3 | —   | 2–1 | 3–1 |
| 3   | LDU Quito              | 7   | 6 | 2 | 1 | 3 | 6  | 6  | 0  | Play-offs Sul-Americana |  | 0–1 | 1–0 | —   | 2–0 |
| 4   | Universitario          | 5   | 6 | 1 | 2 | 3 | 5  | 9  | −4 |                         |  | 1–1 | 0–1 | 2–1 | —   |

#### Grupo E
| Pos | Equipe      | Pts | J | V | E | D | GP | GC | SG | Classificado            |  | BOL | FLA | PTN | MIL |
| --- | ----------- | --- | - | - | - | - | -- | -- | -- | ----------------------- |  | --- | --- | --- | --- |
| 1   | Bolívar     | 13  | 6 | 4 | 1 | 1 | 13 | 9  | +4 | Fase final              |  | —   | 2–1 | 3–1 | 3–2 |
| 2   | Flamengo    | 10  | 6 | 3 | 1 | 2 | 11 | 4  | +7 | Fase final              |  | 4–0 | —   | 2–0 | 3–0 |
| 3   | Palestino   | 7   | 6 | 2 | 1 | 3 | 6  | 11 | −5 | Play-offs Sul-Americana |  | 0–4 | 1–0 | —   | 3–1 |
| 4   | Millonarios | 3   | 6 | 0 | 3 | 3 | 6  | 12 | −6 |                         |  | 1–1 | 1–1 | 1–1 | —   |

#### Grupo F
| Pos | Equipe                  | Pts | J | V | E | D | GP | GC | SG | Classificado            |  | PAL | SLO | IDV | LIV |
| --- | ----------------------- | --- | - | - | - | - | -- | -- | -- | ----------------------- |  | --- | --- | --- | --- |
| 1   | Palmeiras               | 14  | 6 | 4 | 2 | 0 | 14 | 5  | +9 | Fase final              |  | —   | 0–0 | 2–1 | 3–1 |
| 2   | San Lorenzo             | 8   | 6 | 2 | 2 | 2 | 6  | 6  | 0  | Fase final              |  | 1–1 | —   | 2–0 | 3–2 |
| 3   | Independiente del Valle | 7   | 6 | 2 | 1 | 3 | 8  | 9  | −1 | Play-offs Sul-Americana |  | 2–3 | 2–0 | —   | 2–1 |
| 4   | Liverpool               | 4   | 6 | 1 | 1 | 4 | 6  | 14 | −8 |                         |  | 0–5 | 1–0 | 1–1 | —   |

#### Grupo G
| Pos | Equipe           | Pts | J | V | E | D | GP | GC | SG  | Classificado            |  | ATM | PEN | RCE | CAR |
| --- | ---------------- | --- | - | - | - | - | -- | -- | --- | ----------------------- |  | --- | --- | --- | --- |
| 1   | Atlético Mineiro | 15  | 6 | 5 | 0 | 1 | 14 | 6  | +8  | Fase final              |  | —   | 3–2 | 2–1 | 4–0 |
| 2   | Peñarol          | 12  | 6 | 4 | 0 | 2 | 12 | 5  | +7  | Fase final              |  | 2–0 | —   | 2–1 | 5–0 |
| 3   | Rosário Central  | 7   | 6 | 2 | 1 | 3 | 8  | 7  | +1  | Play-offs Sul-Americana |  | 0–1 | 1–0 | —   | 4–1 |
| 4   | Caracas          | 1   | 6 | 0 | 1 | 5 | 3  | 19 | −16 |                         |  | 1–4 | 0–1 | 1–1 | —   |

#### Grupo H
| Pos | Equipe            | Pts | J | V | E | D | GP | GC | SG | Classificado            |  | RIV | CNF | LIB | TAC |
| --- | ----------------- | --- | - | - | - | - | -- | -- | -- | ----------------------- |  | --- | --- | --- | --- |
| 1   | River Plate       | 16  | 6 | 5 | 1 | 0 | 12 | 3  | +9 | Fase final              |  | —   | 2–0 | 2–0 | 2–0 |
| 2   | Nacional          | 10  | 6 | 3 | 1 | 2 | 8  | 7  | +1 | Fase final              |  | 2–2 | —   | 2–0 | 2–1 |
| 3   | Libertad          | 7   | 6 | 2 | 1 | 3 | 7  | 8  | −1 | Play-offs Sul-Americana |  | 1–2 | 2–1 | —   | 3–0 |
| 4   | Deportivo Táchira | 1   | 6 | 0 | 1 | 5 | 2  | 11 | −9 |                         |  | 0–2 | 0–1 | 1–1 | —   |

## Fase final

### Equipes classificadas
Após a conclusão da fase de grupos, um sorteio realizado em 3 de junho na sede da CONMEBOL, em Luque, no Paraguai definiu o chaveamento das equipes classificadas a partir das oitavas de final até a final. As 16 equipes foram sorteadas em oito confrontos de oitavas de final (A–H) entre um vencedor de grupo (alocados no pote 1) e um segundo colocado de grupo (alocados no pote 2), com os vencedores dos grupos realizando o jogo de volta como mandante. Equipes da mesma federação ou do mesmo grupo poderiam ser sorteadas para a mesma eliminatória.
| Pos | Grp | Equipe                 | Pts | J | V | E | D | GP | GC | SG | Sorteio das oitavas de final |
| --- | --- | ---------------------- | --- | - | - | - | - | -- | -- | -- | ---------------------------- |
| 1   | H   | River Plate            | 16  | 6 | 5 | 1 | 0 | 12 | 3  | +9 | Pote 1                       |
| 2   | G   | Atlético Mineiro       | 15  | 6 | 5 | 0 | 1 | 14 | 6  | +8 | Pote 1                       |
| 3   | F   | Palmeiras              | 14  | 6 | 4 | 2 | 0 | 14 | 5  | +9 | Pote 1                       |
| 4   | A   | Fluminense             | 14  | 6 | 4 | 2 | 0 | 9  | 5  | +4 | Pote 1                       |
| 5   | B   | São Paulo              | 13  | 6 | 4 | 1 | 1 | 10 | 3  | +7 | Pote 1                       |
| 6   | E   | Bolívar                | 13  | 6 | 4 | 1 | 1 | 13 | 9  | +4 | Pote 1                       |
| 7   | D   | Junior de Barranquilla | 10  | 6 | 2 | 4 | 0 | 7  | 4  | +3 | Pote 1                       |
| 8   | C   | The Strongest          | 10  | 6 | 3 | 1 | 2 | 8  | 6  | +2 | Pote 1                       |
|     |     |                        |     |   |   |   |   |    |    |    |                              |
| 9   | B   | Talleres               | 13  | 6 | 4 | 1 | 1 | 10 | 6  | +4 | Pote 2                       |
| 10  | G   | Peñarol                | 12  | 6 | 4 | 0 | 2 | 12 | 5  | +7 | Pote 2                       |
| 11  | E   | Flamengo               | 10  | 6 | 3 | 1 | 2 | 11 | 4  | +7 | Pote 2                       |
| 12  | C   | Grêmio                 | 10  | 6 | 3 | 1 | 2 | 7  | 5  | +2 | Pote 2                       |
| 13  | H   | Nacional               | 10  | 6 | 3 | 1 | 2 | 8  | 7  | +1 | Pote 2                       |
| 14  | D   | Botafogo               | 10  | 6 | 3 | 1 | 2 | 7  | 6  | +1 | Pote 2                       |
| 15  | F   | San Lorenzo            | 8   | 6 | 2 | 2 | 2 | 6  | 6  | 0  | Pote 2                       |
| 16  | A   | Colo-Colo              | 6   | 6 | 1 | 3 | 2 | 4  | 5  | −1 | Pote 2                       |

### Esquema
As equipes que estão na parte superior do confronto possuem o mando de campo no primeiro jogo e em negrito as equipes classificadas.
|  | Oitavas de final       | Oitavas de final  | Oitavas de final  | Oitavas de final  |       |                | Quartas de final    | Quartas de final    | Quartas de final    | Quartas de final    |  |                  | Semifinais         | Semifinais         | Semifinais         | Semifinais         |                  |   | Final          | Final          |
|  | 13 a 22 de agosto      | 13 a 22 de agosto | 13 a 22 de agosto | 13 a 22 de agosto |       |                | 17 a 26 de setembro | 17 a 26 de setembro | 17 a 26 de setembro | 17 a 26 de setembro |  |                  | 22 a 30 de outubro | 22 a 30 de outubro | 22 a 30 de outubro | 22 a 30 de outubro |                  |   | 30 de novembro | 30 de novembro |
|  |                        |                   |                   |                   |       |                |                     |                     |                     |                     |  |                  |                    |                    |                    |                    |                  |   |                |                |
|  | Grêmio                 | 2                 | 1                 | 3 (2)             |       |                |                     |                     |                     |                     |  |                  |                    |                    |                    |                    |                  |   |                |                |
|  | Fluminense (pen)       | 1                 | 2                 | 3 (4)             |       |                |                     |                     |                     |                     |  |                  |                    |                    |                    |                    |                  |   |                |                |
|  | Fluminense (pen)       | 1                 | 2                 | 3 (4)             |       | Fluminense     | 1                   | 0                   | 1                   |                     |  |                  |                    |                    |                    |                    |                  |   |                |                |
|  |                        |                   |                   |                   |       | Fluminense     | 1                   | 0                   | 1                   |                     |  |                  |                    |                    |                    |                    |                  |   |                |                |
|  |                        | Atlético Mineiro  | 0                 | 2                 | 2     |                |                     |                     |                     |                     |  |                  |                    |                    |                    |                    |                  |   |                |                |
|  | San Lorenzo            | Atlético Mineiro  | 0                 | 2                 | 2     | 1              | 0                   | 1                   |                     |                     |  |                  |                    |                    |                    |                    |                  |   |                |                |
|  | San Lorenzo            |                   |                   |                   |       | 1              | 0                   | 1                   |                     |                     |  |                  |                    |                    |                    |                    |                  |   |                |                |
|  | Atlético Mineiro       | 1                 | 1                 | 2                 |       |                |                     |                     |                     |                     |  |                  |                    |                    |                    |                    |                  |   |                |                |
|  | Atlético Mineiro       | 1                 | 1                 | 2                 |       |                |                     |                     |                     |                     |  | Atlético Mineiro | 3                  | 0                  | 3                  |                    |                  |   |                |                |
|  |                        |                   |                   |                   |       |                |                     |                     |                     |                     |  | Atlético Mineiro | 3                  | 0                  | 3                  |                    |                  |   |                |                |
|  |                        | River Plate       | 0                 | 0                 | 0     |                |                     |                     |                     |                     |  |                  |                    |                    |                    |                    |                  |   |                |                |
|  | Colo-Colo              | River Plate       | 0                 | 0                 | 0     | 1              | 2                   | 3                   |                     |                     |  |                  |                    |                    |                    |                    |                  |   |                |                |
|  | Colo-Colo              |                   |                   |                   |       | 1              | 2                   | 3                   |                     |                     |  |                  |                    |                    |                    |                    |                  |   |                |                |
|  | Junior de Barranquilla | 0                 | 1                 | 1                 |       |                |                     |                     |                     |                     |  |                  |                    |                    |                    |                    |                  |   |                |                |
|  | Junior de Barranquilla | 0                 | 1                 | 1                 |       | Colo-Colo      | 1                   | 0                   | 1                   |                     |  |                  |                    |                    |                    |                    |                  |   |                |                |
|  |                        |                   |                   |                   |       | Colo-Colo      | 1                   | 0                   | 1                   |                     |  |                  |                    |                    |                    |                    |                  |   |                |                |
|  |                        | River Plate       | 1                 | 1                 | 2     |                |                     |                     |                     |                     |  |                  |                    |                    |                    |                    |                  |   |                |                |
|  | Talleres               | River Plate       | 1                 | 1                 | 2     | 0              | 1                   | 1                   |                     |                     |  |                  |                    |                    |                    |                    |                  |   |                |                |
|  | Talleres               |                   |                   |                   |       | 0              | 1                   | 1                   |                     |                     |  |                  |                    |                    |                    |                    |                  |   |                |                |
|  | River Plate            | 1                 | 2                 | 3                 |       |                |                     |                     |                     |                     |  |                  |                    |                    |                    |                    |                  |   |                |                |
|  | River Plate            | 1                 | 2                 | 3                 |       |                |                     |                     |                     |                     |  |                  |                    |                    |                    |                    | Atlético Mineiro | 1 |                |                |
|  |                        |                   |                   |                   |       |                |                     |                     |                     |                     |  |                  |                    |                    |                    |                    |                  | 1 |                |                |
|  |                        | Botafogo          | 3                 |                   |       |                |                     |                     |                     |                     |  |                  |                    |                    |                    |                    |                  |   |                |                |
|  | Botafogo               | Botafogo          | 3                 | 2                 | 2     | 4              |                     |                     |                     |                     |  |                  |                    |                    |                    |                    |                  |   |                |                |
|  | Botafogo               |                   |                   | 2                 | 2     | 4              |                     |                     |                     |                     |  |                  |                    |                    |                    |                    |                  |   |                |                |
|  | Palmeiras              | 1                 | 2                 | 3                 |       |                |                     |                     |                     |                     |  |                  |                    |                    |                    |                    |                  |   |                |                |
|  | Palmeiras              | 1                 | 2                 | 3                 |       | Botafogo (pen) | 0                   | 1                   | 1 (5)               |                     |  |                  |                    |                    |                    |                    |                  |   |                |                |
|  |                        |                   |                   |                   |       | Botafogo (pen) | 0                   | 1                   | 1 (5)               |                     |  |                  |                    |                    |                    |                    |                  |   |                |                |
|  |                        | São Paulo         | 0                 | 1                 | 1 (4) |                |                     |                     |                     |                     |  |                  |                    |                    |                    |                    |                  |   |                |                |
|  | Nacional               | São Paulo         | 0                 | 1                 | 1 (4) | 0              | 0                   | 0                   |                     |                     |  |                  |                    |                    |                    |                    |                  |   |                |                |
|  | Nacional               |                   |                   |                   |       | 0              | 0                   | 0                   |                     |                     |  |                  |                    |                    |                    |                    |                  |   |                |                |
|  | São Paulo              | 0                 | 2                 | 2                 |       |                |                     |                     |                     |                     |  |                  |                    |                    |                    |                    |                  |   |                |                |
|  | São Paulo              | 0                 | 2                 | 2                 |       |                |                     |                     |                     |                     |  | Botafogo         | 5                  | 1                  | 6                  |                    |                  |   |                |                |
|  |                        |                   |                   |                   |       |                |                     |                     |                     |                     |  | Botafogo         | 5                  | 1                  | 6                  |                    |                  |   |                |                |
|  |                        | Peñarol           | 0                 | 3                 | 3     |                |                     |                     |                     |                     |  |                  |                    |                    |                    |                    |                  |   |                |                |
|  | Flamengo               | Peñarol           | 0                 | 3                 | 3     | 2              | 0                   | 2                   |                     |                     |  |                  |                    |                    |                    |                    |                  |   |                |                |
|  | Flamengo               |                   |                   |                   |       | 2              | 0                   | 2                   |                     |                     |  |                  |                    |                    |                    |                    |                  |   |                |                |
|  | Bolívar                | 0                 | 1                 | 1                 |       |                |                     |                     |                     |                     |  |                  |                    |                    |                    |                    |                  |   |                |                |
|  | Bolívar                | 0                 | 1                 | 1                 |       | Flamengo       | 0                   | 0                   | 0                   |                     |  |                  |                    |                    |                    |                    |                  |   |                |                |
|  |                        |                   |                   |                   |       | Flamengo       | 0                   | 0                   | 0                   |                     |  |                  |                    |                    |                    |                    |                  |   |                |                |
|  |                        | Peñarol           | 1                 | 0                 | 1     |                |                     |                     |                     |                     |  |                  |                    |                    |                    |                    |                  |   |                |                |
|  | Peñarol                | Peñarol           | 1                 | 0                 | 1     | 4              | 0                   | 4                   |                     |                     |  |                  |                    |                    |                    |                    |                  |   |                |                |
|  | Peñarol                |                   |                   |                   |       | 4              | 0                   | 4                   |                     |                     |  |                  |                    |                    |                    |                    |                  |   |                |                |
|  | The Strongest          | 0                 | 1                 | 1                 |       |                |                     |                     |                     |                     |  |                  |                    |                    |                    |                    |                  |   |                |                |

### Final
Em fevereiro de 2024, a Associação Argentina de Futebol anunciou que a cidade sede da final seria Buenos Aires, capital do país. Em 4 de outubro, a CONMEBOL confirmou o Estádio Mâs Monumental, casa do River Plate, como local da decisão. Em 20 de novembro, a CONMEBOL anunciou a equipe de arbitragem da partida. O árbitro principal foi Facundo Tello, do quadro da Associação de Futebol Argentino (AFA) assim como toda a equipe de arbitragem. Tello fez a sua estreia em finais de Libertadores.
| 30 de novembro | Atlético Mineiro | 1 – 3     | Botafogo                                                        | Estádio Monumental, Buenos Aires                              |
| 17:00 (UTC−3)  | Vargas 47'       | Relatório | Luiz Henrique 35' · Alex Telles 44' (pen) · Júnior Santos 90+7' | Público: ≅72 000 (69 803 pagantes) Árbitro: ARG Facundo Tello |

## Premiação
| Copa Libertadores da América de 2024 |
| Brasil                               |
| ------------------------------------ |
| BOTAFOGO Campeão (1.º título)        |

### Equipe da temporada

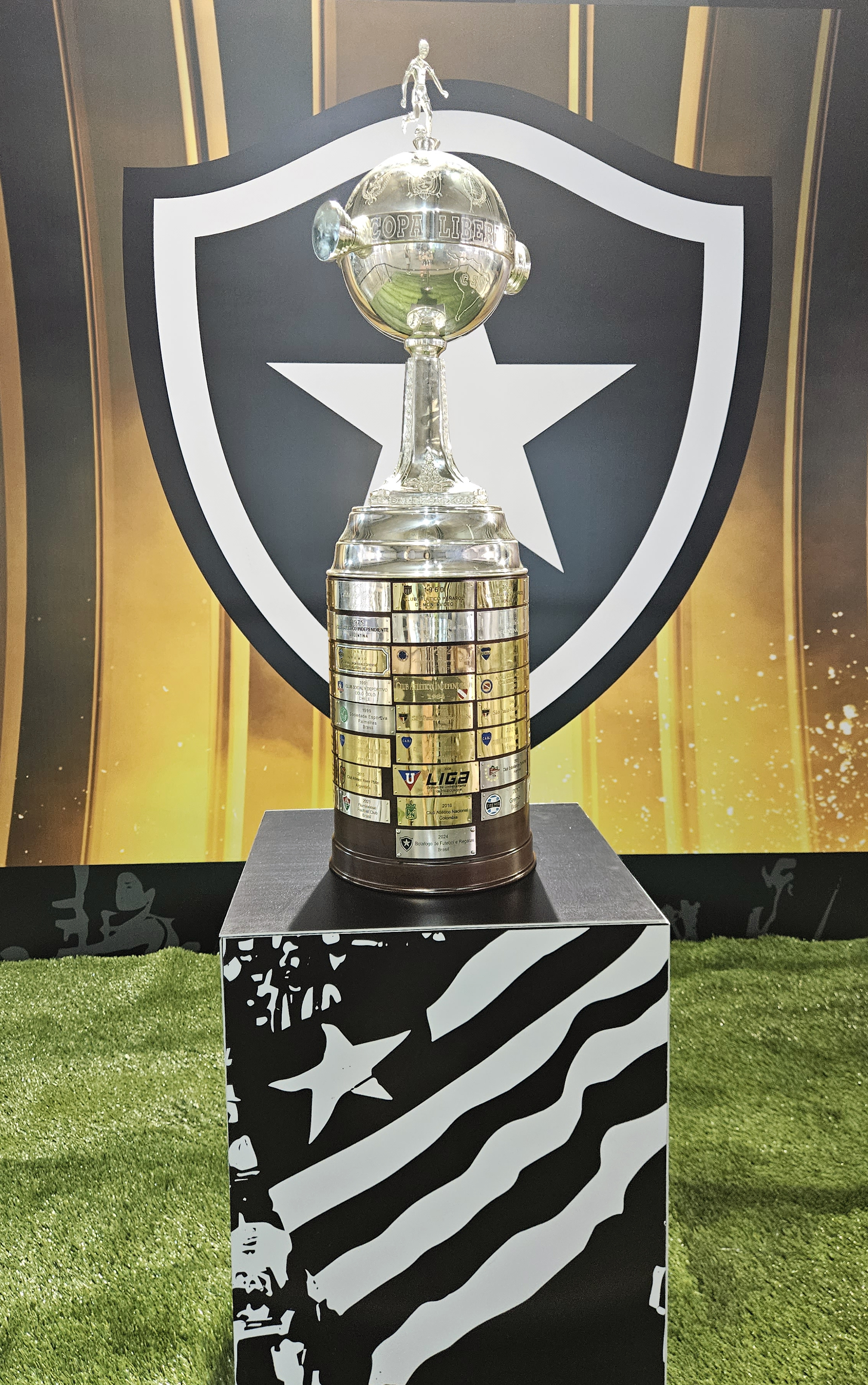
Troféu da Copa Libertadores da América de 2024, vencida pelo Botafogo.

| Pos.           | Jogador            | Clube            |
| -------------- | ------------------ | ---------------- |
| G              | John               | Botafogo         |
| LD             | Fabricio Bustos    | River Plate      |
| Z              | Alexander Barboza  | Botafogo         |
| Z              | Rodrigo Battaglia  | Atlético Mineiro |
| LE             | Alex Telles        | Botafogo         |
| V              | Marlon Freitas     | Botafogo         |
| M              | Jefferson Savarino | Botafogo         |
| M              | Leonardo Fernández | Peñarol          |
| A              | Luiz Henrique      | Botafogo         |
| A              | Igor Jesus         | Botafogo         |
| A              | Thiago Almada      | Botafogo         |
| Melhor Jogador | Luiz Henrique      | Botafogo         |

## Estatísticas
| Pos. | Jogador             | Equipe           | Gols |
| ---- | ------------------- | ---------------- | ---- |
| 1    | Júnior Santos       | Botafogo         | 10   |
| 2    | Paulinho            | Atlético Mineiro | 7    |
| 3    | Maximiliano Silvera | Peñarol          | 6    |
| 3    | Miguel Borja        | River Plate      | 6    |
| 5    | Chico da Costa      | Bolívar          | 5    |
| 5    | Jonathan Calleri    | São Paulo        | 5    |
| 5    | Pedro               | Flamengo         | 5    |

| Pos. | Jogador            | Equipe           | Assists. |
| ---- | ------------------ | ---------------- | -------- |
| 1    | Leonardo Fernández | Peñarol          | 6        |
| 2    | Hulk               | Atlético Mineiro | 5        |
| 3    | Gustavo Scarpa     | Atlético Mineiro | 4        |
| 3    | Jefferson Savarino | Botafogo         | 4        |

### Hat-tricks
| Jogador             | Clube            | Placar  | Adversário   | Data            | Ref.   |
| ------------------- | ---------------- | ------- | ------------ | --------------- | ------ |
| Martín Cauteruccio  | Sporting Cristal | 3–1 (C) | Always Ready | 27 de fevereiro | [ 25 ] |
| Maximiliano Silvera | Peñarol          | 5–0 (C) | Caracas      | 10 de abril     | [ 26 ] |

### Poker-tricks
| Jogador       | Clube    | Placar  | Adversário | Data            | Ref.   |
| ------------- | -------- | ------- | ---------- | --------------- | ------ |
| Júnior Santos | Botafogo | 6–0 (C) | Aurora     | 28 de fevereiro | [ 27 ] |

## Maiores públicos
Esses são os dez maiores públicos do campeonato:
| Nº | Público | Mandante         | Placar | Visitante         | Estádio        | Data           | Fase      | Ref.   |
| -- | ------- | ---------------- | ------ | ----------------- | -------------- | -------------- | --------- | ------ |
| 1  | ≅80 000 | River Plate      | 2–1    | Talleres          | Mâs Monumental | 21 de agosto   | Oitavas   | [ 28 ] |
| 2  | ≅72 000 | Atlético Mineiro | 1–3    | Botafogo          | Mâs Monumental | 30 de novembro | Final     | [ 29 ] |
| 3  | 67 195  | River Plate      | 1–0    | Colo-Colo         | Mâs Monumental | 24 de setembro | Quartas   | [ 30 ] |
| 4  | 65 381  | Flamengo         | 2–0    | Bolívar           | Maracanã       | 15 de agosto   | Oitavas   | [ 31 ] |
| 5  | 64 766  | River Plate      | 2–0    | Nacional          | Mâs Monumental | 11 de abril    | Grupo H   | [ 32 ] |
| 6  | 64 454  | River Plate      | 0–0    | Atlético Mineiro  | Mâs Monumental | 29 de outubro  | Semifinal | [ 33 ] |
| 7  | 64 396  | Flamengo         | 0–1    | Peñarol           | Maracanã       | 19 de setembro | Quartas   | [ 34 ] |
| 8  | 64 268  | Flamengo         | 3–0    | Millonarios       | Maracanã       | 28 de maio     | Grupo E   | [ 35 ] |
| 9  | 63 335  | River Plate      | 2–0    | Deportivo Táchira | Mâs Monumental | 30 de maio     | Grupo H   | [ 36 ] |
| 10 | 63 169  | Flamengo         | 4–0    | Bolívar           | Maracanã       | 15 de maio     | Grupo E   | [ 37 ] |